# Shidehara-Diplomatie
Shidehara-Diplomatie (japanisch 幣原外交 shidehara gaikō) wird eine Phase gemäßigter japanischer Außenpolitik bezeichnet, die besonders durch Shidehara Kijūrō geprägt wurde, dem Außenminister Japans vom 11. Juni 1924 bis zum 30. Januar 1926 sowie vom 2. Juli 1929 bis 14. April 1931.
Er diente unter Premierminister Katō Takaaki, der durch den zweiten Taisho-Putsch an die Macht gekommen war, seinem Nachfolger Wakatsuki Reijirō sowie unter Hamaguchi Osachi.
Die Gegner dieser Politik saßen vor allem im von der Regierung unabhängigen Generalstab des Kaiserlich Japanischen Heeres, der eine expansionistische Politik in Asien vorantrieb.
Nach dem Krieg war Shidehara als Premierminister für die Rückführung der Streitkräfte verantwortlich und schlug am 24. Januar 1946 dem amerikanischen General Douglas MacArthur (Oberkommandierender für die Alliierten Mächte) vor, einen Artikel in die Verfassung aufzunehmen – den späteren Artikel 9 der japanischen „Friedensverfassung“ –, in dem der Krieg als Mittel der Politik geächtet wird.

## Erste Phase
Eckpunkte der Politik waren die Unterstützung des Washingtoner Flottenabkommens, Kooperation mit Großbritannien und den USA. In China wurde eine Politik der Nichteinmischung sowie des wirtschaftlichen Aufbaus verfolgt. Mit der Sowjetunion wurde 1925 der japanisch-sowjetische Grundlagenvertrag geschlossen. Als sich 1927 die kommunistische Revolutionsarmee dem Jangtsekiang näherte, lehnte Shidehara das von den Engländern geforderte Flottenbombardement ab. Diese eigenständige, aber vom japanischen Militär als zu weichlich empfundene Haltung führte zu seiner Entlassung.

## Zweite Phase
In seiner zweiten Amtszeit als Außenminister wurde zum einen das Londoner Flottenabkommen sowie ein Zollabkommen zwischen Japan und der Republik China unterzeichnet. Aus Protest gegen den später Mukden-Zwischenfall genannten Anschlag auf die Südmandschurische Eisenbahn und den darauffolgenden Einmarsch in die Mandschurei trat Shidehara als Außenminister zurück.
Nach Rücktritt Shideharas nahm die japanische Außenpolitik endgültig den Weg zum Militarismus. Japan trat aus dem Völkerbund aus, ignorierte fortan die Flottenverträge, und begann schließlich 1937 mit dem Zweiten Japanisch-Chinesischen Krieg 1937 den Zweiten Weltkrieg in Asien.